# Ala Parthorum (Cappadocia)
Die Ala Parthorum [sagittariorum oder sagittaria] (deutsch Ala der Parther [der Bogenschützen]) war eine römische Auxiliareinheit. Sie ist durch eine Inschrift belegt.

## Namensbestandteile
- Ala: Die Ala war eine Reitereinheit der Auxiliartruppen in der römischen Armee.

- Parthorum: der Parther. Die Soldaten der Ala wurden bei Aufstellung der Einheit aus dem Volk der Parther rekrutiert.

- sagittariorum oder sagittaria: der Bogenschützen. Der Zusatz kommt in einer Inschrift[1] vor.

Da es keine Hinweise auf den Namenszusatz milliaria (1000 Mann) gibt, war die Einheit eine Ala quingenaria. Die Sollstärke der Ala lag bei 480 Mann, bestehend aus 16 Turmae mit jeweils 30 Reitern.

## Geschichte
Die Ala war vermutlich in der Provinz Cappadocia und/oder in Kleinasien stationiert. Sie ist durch eine Inschrift nachgewiesen, die auf 127/130 datiert wird.
Letztmals erwähnt wird die Einheit in der Notitia dignitatum mit der Bezeichnung Ala prima Parthorum für den Standort Resaia. Sie war Teil der Truppen, die dem Oberkommando des Dux Osrhoenae unterstanden.

## Standorte
Standorte der Ala in Cappadocia waren möglicherweise:
- Resaia: Die Einheit wird in der Notitia dignitatum für diesen Standort aufgeführt.

## Angehörige der Ala
Folgende Angehörige der Ala sind bekannt:
| - Marcus Arruntius Frugi, ein Präfekt - Publius Fulcinius Vergilius Marcellus, ein Präfekt | - Marcus Campanius Marcellus, ein Präfekt |